# Ə̌
Cette page contient des caractères spéciaux ou non latins. S’ils s’affichent mal (▯, ?, etc.), consultez la page d’aide Unicode.
Ə̌ (minuscule : ə̌), appelé schwa caron ou schwa antiflexe, ou Ǝ̌ (minuscule : ǝ̌), appelé E culbuté caron, est un graphème utilisé avec la majuscule ‹ Ə̌ › dans l’écriture de certaines langues camerounaises dont l’awing, le bangolan, le kemezung, le kwanja, le metaʼ, le mfumte, le mundani et le pinyin, ou dans l’écriture de l’oudi, et avec la majuscule ‹ Ǝ̌ › dans l’écriture du shiwa. Il s’agit de la lettre schwa ou E culbuté diacritée d’un caron.

## Utilisation
En langues camerounaises suivant l’Alphabet général des langues camerounaises, ‹ Ə̌, ə̌ › représente un schwa avec un ton montant. Il ne s’agit d’une lettre à part entière, et elle placée avec le schwa sans accent ou avec un autre accent dans l’ordre alphabétique.
Le ‹ Ǝ̌, ǝ̌ › est généralement utilisée pour représenter la même voyelle que ‹ Ǝ, ǝ › mais le caron indique le ton ascendant.

## Représentations informatiques
Le schwa caron et le e culbuté caron peut être représenté avec les caractères Unicode suivants :
- décomposé (latin étendu B, Alphabet phonétique international, diacritiques)[1],[2],[3] :

| formes    | représentations | chaînes de caractères | points de code | descriptions                                         |
| --------- | --------------- | --------------------- | -------------- | ---------------------------------------------------- |
| capitale  | Ə̌               | Ə◌̌                    | U+018F U+030C  | lettre majuscule latine schwa diacritique caron      |
| minuscule | ə̌               | ə◌̌                    | U+0259 U+030C  | lettre minuscule latine schwa diacritique caron      |
| capitale  | Ǝ̌               | Ǝ◌̌                    | U+018E U+030C  | lettre majuscule latine e réfléchi diacritique caron |
| minuscule | ǝ̌               | ǝ◌̌                    | U+01DD U+030C  | lettre minuscule latine e culbuté diacritique caron  |

## Crédit d'auteurs
- Cet article est partiellement ou en totalité issu de l'article intitulé « Ǝ̌ » (voir la liste des auteurs).